# Basili II Bulgaròcton
Basili II Bulgaròcton (grec medieval: Βασίλειος ὁ Βουλγαροκτόνος, Vassílios o Vulgaroktonos; nascut cap al 958 i mort el 15 de desembre del 1025) fou emperador romà d'Orient (963-1025). El seu regnat es va caracteritzar per pacificar revoltes i les lluites constants per expansionar l'imperi assolint el seu auge des de les conquestes musulmanes. En política interior es va preocupar per beneficiar els pobres i evitar l'augment de poder econòmic dels nobles administradors perifèrics. Se li atribueix haver aconseguit, com a condició del matrimoni de la seva germana Anna, la cristianització dels russos de Kíev.

## Joventut
Era fill de Romà II i tenia un germà més petit, Constantí, i una germana, Anna. Romà II va deixar disposat que a la seva mort (que es va produir el 963) el títol reial havia de passar conjuntament als seus dos fills sota la guàrdia i custòdia de la reina vídua, Teòfano Anastaso. Aquesta es va casar amb Nicèfor Focas, el conqueridor de Creta, i el va elevar al tron que va ocupar fins al seu assassinat el 969 per Joan I Tsimiscés, que va ocupar el seu lloc.

## Ascens al tron
L'any 960, el seu pare el va associar al tron, i va morir tres anys després quan el fill només tenia cinc anys. Com que era massa jove per governar, la mare es va casar amb un general prominent, que va adquirir l'estatus d'emperador, Nicèfor Focas, però va ser assassinat pel seu nebot Joan Tsimiscés i es va casar amb la vídua. Per legitimar la seva ascensió al poder, Joan va declarar Basili i el seu germà Constantí coemperadors.
A finals del 975 l'emperador Joan I fou enverinat a Cilícia i va morir a Constantinoble el mes de gener del 976. Fou llavors quan Basili II i el seu germà Constantí VIII van assolir el poder. El segon va preferir una vida de luxe a palau (tot i que va fer alguna expedició militar amb èxit personal) i el pes del govern va caure en mans de Basili II, que tot i que de jove havia viscut amb luxe i extravagància va ser un gran emperador.

## Sublevació d'Escler
El regnat fou alterat per una sèrie de guerres i lluites civils causades per terratinents i aristòcrates que volien independitzar-se del poder imperial. En aquestes lluites, que van durar molts anys, els exèrcits imperials foren victoriosos i l'emperador es va distingir com a general. El primer problema fou la revolta d'Escler que fou derrotat pel general imperial Bardes Focas i es va haver de refugiar amb els àrabs. Escler es va tornar a revoltar el 987 i fou fet presoner per Focas, però aquest fou convençut de fer causa comuna contra Basili. Els dos foren llavors atacats per Basili que va comptar amb el suport Vladímir I de Kíev  i les seves tropes que serien la futura Guàrdia varega. Focas va morir en una batalla i va concedir un perdó complet a Escler.

## Política interior
El 989 va ser un any dolent per l'imperi, l'hivern va ser extremament fred i el 25 d'octubre un terratrèmol va destruir algunes torres defensives de Constantinoble i esglésies i es va esfondrar la cúpula de la basílica de Santa Sofia, que Basili va fer reconstruir a Tiridates.
Una de les grans fites de Basili va ser la protecció dels pagesos que eren petits propietaris. Fins al moment els nobles s'apoderaven de les terres i la població quedava oprimida i empobrida, cosa que era perillosa per l'Estat, ja que això tallava el vincle directe entre els ciutadans i l'emperador. L'1 de gener del 996, Basili va publicar un edicte amb el qual lliurava als pobres tots els béns que se'ls havia confiscat des del regnat de Romà Lecapè. La llei es va aplicar estrictament sense permetre excepcions, un exemple va ser Filocal, un ciutadà que havia adquirit béns de forma il·legal i al qual se'l va desposseir de tot, fins al punt de destruir alguns edificis que havia construït.
El 1004 va posar en marxa un sistema fiscal anomenat ἀλληλέγγυον (al·lilénglion 'seguretat mútua') que obligava els poderosos a pagar els impostos en lloc dels pobres, sense que això els donés dret a treure'n avantatge. Els grans terratinents i el patriarca Sergi II estaven indignats per aquestes mesures, però Basili es va mantenir inflexible. Aquesta resistència patriarcal demostra que les propietats de l'Església no van ser una excepció a la regla. Va ser al llarg dels seus viatges per l'orient i el Caucas, on se'l va rebre amb gran pompa per les famílies poderoses d'Anatòlia i Capadòcia, que va ser conscient de l'abús d'aquells terratinents que ocupaven les àrees comunals imperials i es va convèncer de la necessitat d'aquestes mesures. Una altra mesura, destinada a combatre la pujança de la classe noble a Anatòlia, va ser la decisió portada a terme pel patriarca Sisinni d'endurir la legislació que permetia el matrimoni entre persones amb relació de parentiu, per tal d'evitar la unió de patrimonis en una mateixa família.
Pel que fa als assumptes religiosos, Basili els va voler controlar absolutament i es va immiscir tant (fent nomenaments, interferint en els sínodes dels bisbes) que va arribar al punt d'enviar el patriarca Eustaqui a Roma per sol·licitar independència administrativa, cosa que el papa Joan XIX va denegar.

## Conflictes amb els musulmans
El 993 el general fatimita Manjutakin va posar setge a Apamea però aquesta fou socorreguda pels romans, tot i això després de la batalla de l'Orontes el Califat Fatimita va prendre el control de Síria, i Basili va enviar en 995 el seu exèrcit en suport del seu vassall l'emir hamdànida d'Alep quan la seva ciutat estava sent assetjada pels fatimites, i després d'aixecar el setge va muntar un setge fallit contra Trípoli i es va retirar a Constantinoble sense annexionar Alep, que va seguir en mans dels hamdànides. Damià Dalassè va posar setge a Apamea el 998, fins a l'arribada de l'exèrcit de socors fatimita de Damasc, sota el comandament de Jaysh ibn Samsama i la seva derrota va obligar Basili a combatre personalment a la regió l'any següent, i va ser seguida el 1001 per la conclusió d'una treva de deu anys amb Al-Hàkim. Encara que no va tenir la força per anar a Palestina i recuperar Jerusalem, les seves victòries van restaurar gran part de Síria a l'imperi, inclosa Antioquia, que era la seu del Patriarca d'Antioquia. Cap emperador romà des d'Heracli no havia estat capaç de mantenir aquestes terres durant gaire temps, i l'imperi les conservaria fins al 1078. Basili II va establir una franja de nous temes, que s'estenia al nord-est des del protectorat romà d'Alep fins a Mantziciert, i aquest sistema de govern militar i administratiu podia reunir una força d'almenys 200.000 homes, encara que a la pràctica aquests estaven estratègicament situats a tot l'Imperi.

## Annexió del regne d'Ibèria
El 991 el rei David III el Gran d'Ibèria va cedir el sud del país (Taoklardjètia) a l'imperi, cessió que es va fer efectiva a la seva mort el 1001 (1000 segons les cròniques georgianes). Basili II va anar al juny a la zona amb moltes forces, va passar per Melitene, i d'allí a la ciutat d'Erez. Allí va rebre la visita de l'emir marwànida de Mayyafarikin, Muhammad al-Dawla Abu Mansur Said que li va retre homenatge i a qui va donar el títol de mestre. Després va rebre Bagrat III l'Unificador, rei d'Abkhàzia i hereu de David, que va renunciar a fer valdre els seus drets sobre Taoklardjètia i va rebre el títol de curopalata. Durant els dies de l'entrevista hi va haver un enfrontament sagnant entre els cavallers de Taoklardjètia i els russos de l'exèrcit imperial, que aquests darrers van guanyar i on van morir els principals senyors del país annexat. Abans de marxar encara van anar allí els reis armenis de Kars i de Baspracània als qui l'emperador va acordar la seva protecció. Després va sortir cap a Mantziciert, que era part de l'herència de David i que fou incorporada a l'imperi, i d'allí va passar a Valarshakert on va esperar al rei Gaguik I d'Armènia, el qual no es va presentar. De Valarshakert Basili II va passar a Taoklardjètia i va entrar a Olti (Ukhhiq) i hi va establir nombroses guarnicions. Després, a la primavera del 1001 (segons les cròniques georgianes, segons altres fonts seria el 1002) va tornar a Constantinoble, passant per Karin.

## Disputa amb Otó II

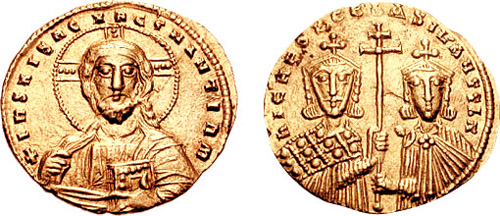
Nicèfor II i Basili II

Després de la primera revolta d'Escler, l'emperador Otó II del Sacre Imperi, que s'havia casat amb Teòfano Esclerena, filla de Constantí Escler, va reclamar Calàbria i la Pulla com a dot. Com que Basili no podia enviar forces a Itàlia va instigar els àrabs de Sicília contra els imperials que foren derrotats per Otó, però un dia va ser derrotat en un combat i en la seva fugida fou fet presoner per una galera grega i, encara que va aconseguir escapar, va morir enverinat (982) quan preparava una nova expedició, fet que va garantir la possessió de la Pulla i Calàbria per a l'Imperi Romà d'Orient.
Contra el califa de Bagdad o els seus emirs va lluitar en diferents ocasions. En destaca una gloriosa expedició a Síria i Palestina. També va lluitar contra els àrabs de Sicília als quals va fer algunes conquestes que no van compensar l'esforç.

## Conquesta de Bulgària

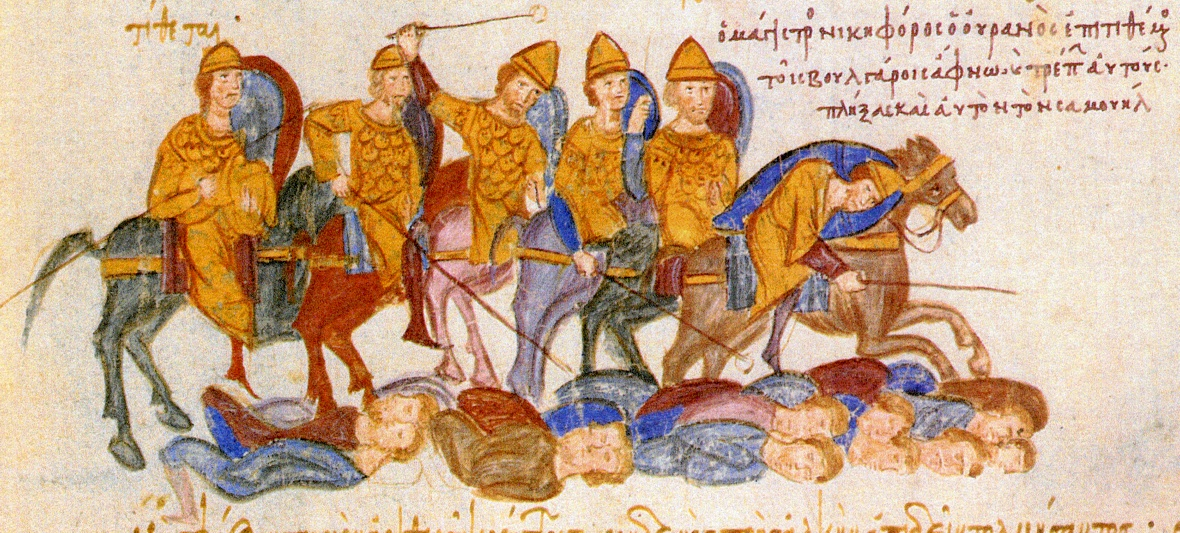
La derrota dels búlgars a Clídion.

La seva obra principal fou la destrucció del regne de Bulgària. La guerra va durar, amb algunes interrupcions, fins al 1018. La campanya del 987 fou molt afortunada i després, els anys següents es van fer diverses conquestes a la part sud-oest del regne (regne de l'Epir i Macedònia). El 996 el tsar Samuel va atacar Macedònia i va assetjar Tessalònica, va conquerir Tessàlia i va arribar fins al Peloponès; llavors va retrocedir a Tessàlia per enfrontar-se als romans que se li acostaven per l'esquena, i fou derrotat a la vora del riu Esperqueu, tot just es va poder escapar i el seu exèrcit destruït.
El 999 el lloctinent de Basili, Nicèfor Xífies, va ocupar Pliscova i Parastlava dins de la mateixa Bulgària. El 1002 Samuel va tornar a envair Tràcia i va ocupar Adrianòpolis però en fou expulsat poc després. Els dotze anys següents la guerra es va portar amb poca energia però es va reprendre amb força el 1014 i els grecs dirigits per l'emperador i per Nicèfor Xífies van obtenir una gran victòria a Zetúnion i es van fer 15.000 presoners als quals Basili va fer treure els ulls, deixant només cent d'ells amb ulls per guiar els seus companys cap a Bulgària. Quan el tsar Samuel els va veure, de la impressió es va desmaiar i va morir dos dies després. Joan Ladislau de Bulgària llançà un contraatac, però acabà perdent la vida el 1018 en la batalla de Dirràquion i després de la seva mort, la seva vídua, l'emperadriu Maria, es rendí finalment a Basili II juntament amb el patriarca i la majoria dels nobles. Ben aviat, l'emperador romà extingí els últims focus de resistència i posà fi al Primer Imperi Búlgar. Bulgària fou totalment sotmesa entre 1017 i 1018 i convertida en una província (tema) grega sota el govern d'un dux, i va romandre sota domini romà fins al regnat d'Isaac II Àngel (1185-1195).

## La revolta de Geòrgia
El 1016 el rei Jordi I de Geòrgia va voler recuperar la Taoklardjétia, i va ocupar la regió el mateix any aprofitant que l'emperador Basili estava ocupat amb els búlgars. El 1018 l'emperador, acabada la conquesta de Bulgària, va començar a reforçar Teodosiòpolis (Karin). L'emperador va anar a la zona la primavera del 1021 i va arribar a Mantziciert i després a Karin, per atacar Jordi I de Geòrgia. Com que Jordi no es va presentar, Basili va assolar el Bassèn. Jordi va fer incendiar Olti i no va presentar batalla però finalment fou atrapat i va haver de combatre prop del llac Palakatsis (Tshaldir-gol), batalla que els romans van guanyar. Jordi es va retirar a fortaleses d'Abkhàzia i Basili va fer assolar 12 districtes sense cap resultat. Va travessar el Kura (georgià Mtkvari) i va entrar al Akhaltzikhe. Jordi va recular cap a Djavakètia, però allà va arribar l'emperador, i va recular més encara fins a Trialèthia. Amb reforços de Kakhètia, Herècia i dels tsanars i shakians (la gent de Shake) va poder refer el seu exèrcit, però no va presentar batalla. Basili, en acostar-se l'hivern, es va retirar cap al Pont i va passar l'hivern a Trebisonda, al tema de Càldia.

## Creació del Regne de Sebaste
La incorporació a l'imperi del regne de Baspracània es va produir el 1021 i el rei Joan-Simbaci d'Aní va témer que el seu regne fos ocupat en pocs mesos. Ja el 1022 va enviar un ambaixador a Trebisonda, on passava l'hivern l'emperador, ambaixador que fou el patriarca armeni Petros Getadartz. En aquesta ambaixada el rei, que no tenia fills (un nen de pocs anys havia mort), oferia fer hereu del regne d'Aní i Shirak a l'emperador. El rei fou nomenat mestre i el títol imperial vitalici d'arcont d'Aní i de la Gran Armènia. El patriarca després de la seva missió no va tornar a Ani i es va establir al regne de Sebaste, continuador del Regne de Baspracània.

## Segon enfrontament amb Geòrgia
Després d'aquest èxits diplomàtics l'emperador va iniciar la segona campanya contra Geòrgia. Jordi va iniciar negociacions, però al mateix temps conspirava amb dos generals rebels, Nicèfor II Focas (fill) i Xífies. Quan Basili es va assabentar de la rebel·lió dels dos generals es va tancar a la fortalesa de Mazdat a les fonts de l'Araxes. Però Nicèfor va morir a mans de David l'hereu de Baspracània, que rebutjava entrar al seu servei (o segons les fonts romanes a mans de Xífies) i així Basili va poder seguir la campanya. El patrici Fers, còmplice de Nicèfor Focas, fou capturat al nord-est del Bassèn i executat. Basili va enviar un ultimàtum al rei de Geòrgia. Aquest va refusar. Un missatge personal portat per Zakaria, bisbe de Vagharxapat, finalment va convèncer Jordi que va accedir a renunciar als seus drets al curopalat de Tao (Georgia), però quan el bisbe anava a partir cap al campament imperial el rei georgià li va prendre la carta. Quan Zakaria va tornar fou deportat pel seu fracàs, i se li va tallar la llengua. Jordi va enviar l'eristhavi Zviad al Bassèn, per reocupar el país i al mateix temps negociar, i el rei marxaria al darrere amb l'exèrcit per si calia combatre. I va caldre perquè es van trobar a Shelpa amb els grecs, i els georgians, sense ordres precises, van atacar els romans, que van obtenir una victòria total. Jordi va demanar la pau i va acceptar totes les condicions de Basili inclosa la cessió de fortaleses. Tanmateix, va deixar com a ostatge el seu fill, el futur Bagrat IV de Geòrgia (1027-1072).
Des d'allà Basili va passar cap a l'Azerbaidjan travessant Armènia. El primer atacat fou l'emir d'Her, però el setge de la capital es va produir l'hivern, que va ser extremament fred i feia impossible les operacions. Basili, després de rebre una submissió nominal de l'emir, va decidir retirar-se (1023).

L'Imperi Romà d'Orient a la mort de Basili II

## Mort de Basili
Basili II va morir el 1025 mentre preparava la conquesta de Sicília. Li succeí el seu germà i cosobirà Constantí VIII, que només li va sobreviure tres anys. Es diu que Basili va deixar una gran fortuna personal. Tot i les seves habilitats militars i organitzatives l'emperador era analfabet i al seu temps les arts i la cultura no van gaudir de cap protecció.